# Zuid-Nederlands Quiz Kampioenschap
Het Zuid Nederlandse Quiz Kampioenschap (ZNQK) is een jaarlijks kampioenschap voor liefhebbers van quizzen, dat sinds 2012 gehouden wordt in het Philips-Stadion Eindhoven.

## Kenmerken
Het ZNQK vindt jaarlijks plaats op een zaterdagavond in oktober, in Eetcafé de Verlenging in het Philips-Stadion. Er doen 42 teams van 5 personen mee, afkomstig uit Nederland en Vlaanderen. 
Tijdens het kampioenschap krijgen deelnemers 90 quizvragen verdeeld over 9 rondes. Onderdeel van de quiz zijn fotocombinatierondes, een muziek(combinatie)ronde en audiofragmenten. De vragen gaan zowel over actuele zaken als over historische gebeurtenissen.
Het ZNQK is samen met het Nederlandse Kampioenschap Pubquiz van Let's Quiz en het Open Nederlandse Quiz Contest van Progress Events in Groningen een van de drie grote quizkampioenschappen van Nederland. 

## Geschiedenis
De eerste editie in 2013 vond plaats op initiatief van quizmakers Jeroen Tielemans van Pubquiz040 en Anton Lenders van Quiztopia. Tot 2013 organiseerden zij enkel lokale quiz-evenementen. Doordat sommige teams vaker meededen, merkten zij dat het niveau van de deelnemers steeds hoger werd. Door het organiseren van een regionaal evenement wilden zij de betere teams de kans geven om hun krachten te meten met teams uit andere plaatsen.

## Winnaars ZNQK
| Jaar | Team                     |
| ---- | ------------------------ |
| 2024 | Tegen Beter Weten In     |
| 2023 | A Tribe Called Quiz      |
| 2022 | Tegen Beter Weten In     |
| 2021 | Geen editie ivm Covid-19 |
| 2020 | Geen editie ivm Covid-19 |
| 2019 | Charlie Don't Surf       |
| 2018 | Korsafkofschipbreuk      |
| 2017 | Korsafkofschipbreuk      |
| 2016 | Tegen Beter Weten In     |
| 2015 | Korsakofschipbreuk       |
| 2014 | Tegen Beter Weten In     |
| 2013 | Willem II                |